# Groß Lengden
Groß Lengden ist der nördlichste Ortsteil der Gemeinde Gleichen im Landkreis Göttingen und hat 808 Einwohner (Stand: 1. Januar 2024).

## Lage
Groß Lengden liegt am südöstlichen Hang des Göttinger Waldes, der dort steil zum Tal der Bramke abfällt. Zusammen mit dem nur wenig südlicher gelegenen Sattenhausen ist es der nördlichste Ortsteil der Gemeinde. Südwestlich schließt sich der Ortsteil Klein Lengden an; die südöstlich liegende Siedlung Niedeck mit Forsthaus und Domäne gehört zur Gemarkung von Groß Lengden.
Im Norden liegen größere Teile des Göttinger Waldes in der Groß Lengdener Gemarkung, die bis zum Kerstlingeröder Feld und bis 500 Meter an die Mackenröder Spitze hinanreicht. Nördlich des Ortes ragt die Pferdekrippe auf, weiter nördlich befindet sich mit dem 425 Meter hohen Staneberg die höchste Erhebung. Östlich des Ortes jenseits der Bramke gehören der 385 Meter hohe Kronenberg mit einer Burgruine, nördlich davon der Hengstberg zur Gemarkung. Südöstlich von Groß Lengden erhebt sich der 315,5 Meter hohe Kahlberg im Reinhäuser Wald.

## Geschichte
Der Zeitpunkt der Ortsgründung ist wie bei den meisten Orten der Region unbekannt. Die erste schriftliche Erwähnung eines Ortes Lengithi bzw. Lengidi wird dem Jahr 822 zugeschrieben und findet sich im Codex Eberhardi des Klosters Fulda. Der Legende nach wurden auf dem Hengstberg einst weiße Pferde geopfert. Erste Hinweise auf zwei Orte des Namens Lengden finden sich in einer dem Jahr 1022 zugeschriebenen Urkunde.
Im Zuge der Gemeindegebietsreform wurde Groß Lengden am 1. Januar 1973 ein Ortsteil der neu gebildeten Gemeinde Gleichen.

## Politik

### Ortsrat
Der Ortsrat setzt sich aus fünf Ratsfrauen und Ratsherren zusammen.
- Dorfliste Groß Lengden: 5 Sitze

(Stand: Kommunalwahl am 12. September 2021)

### Ortsbürgermeister
Ortsbürgermeister von Groß Lengden ist Heinrich Klingelhöfer.

### Wappen
| Wappen von Groß Lengden | Blasonierung: „In Silber (Weiß) ein roter aus dem unteren linken Schildrand wachsender Rundturm; daraus seitlich hervorbrechend ein springendes schwarzes Pferd (Ross).“ |
| Wappen von Groß Lengden | Wappenbegründung: Das von Otto Rössler von Wildenhain entworfene Wappen wurde vom niedersächsischen Ministerium des Inneren am 28. September 1948 genehmigt. Es bezieht sich auf die historische Warte sowie auf den Hengstberg (Das Pferd (Hengst) dient hier als redendes Symbol.) unweit des Ortes. |

## Persönlichkeiten

### Söhne und Töchter des Ortes
- Friedrich Ernst Fehsenfeld (1853–1933), Verleger der Werke von Karl May und Mitbegründer des Karl-May-Verlags

### Mit dem Ort verbunden
- Heinrich Albert Lion (* 1796 in Bamberg; † 1867 in Groß Lengden), Klassischer Philologe
- Hans-Joachim Kloppe (* 1948), Leichtathlet, lebte in Groß Lengden

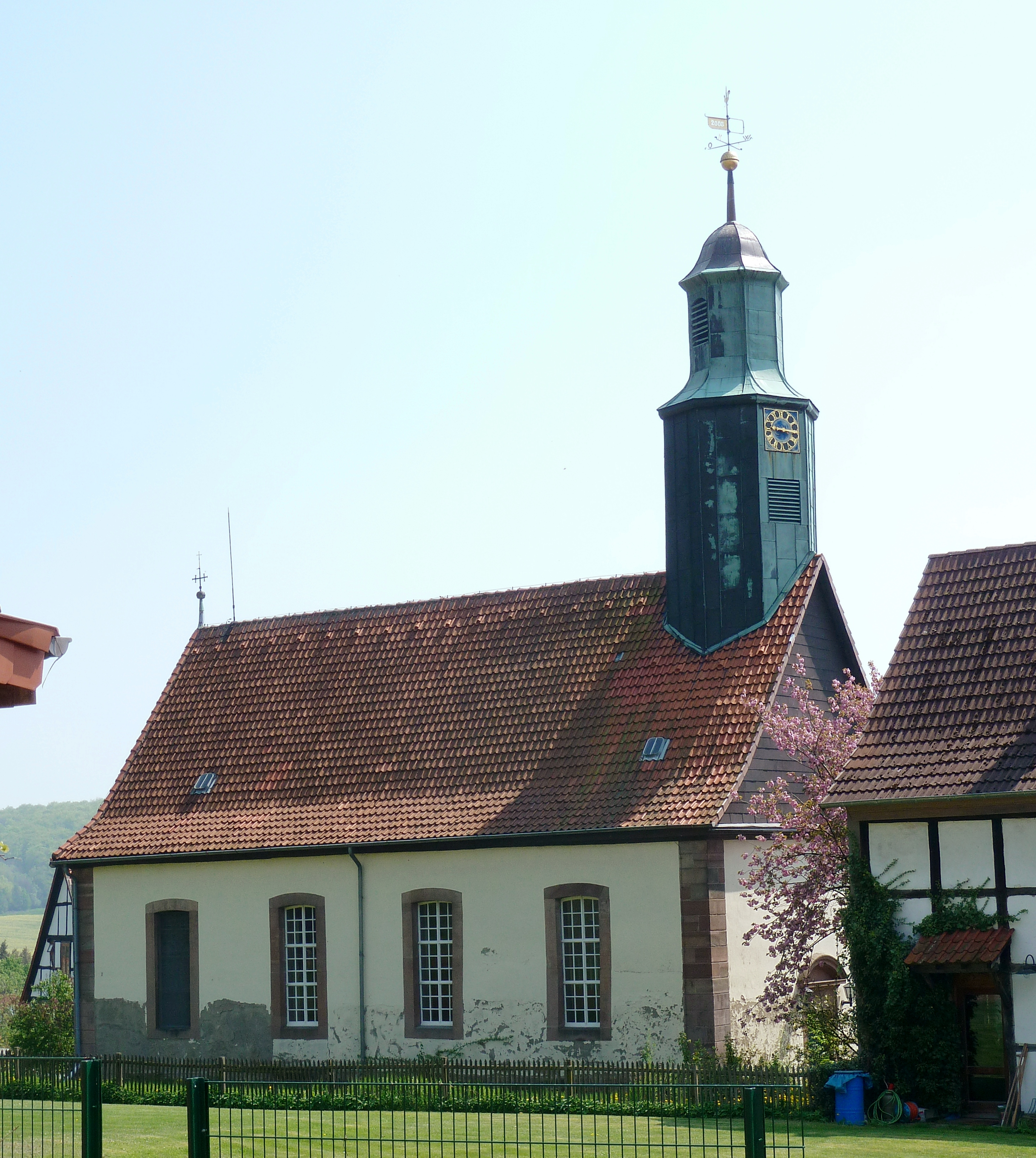
Ev.-luth. Kirche in Groß Lengden

## Sehenswürdigkeiten
- die ev.-luth. Kirche aus der Mitte des 18. Jahrhunderts[7]
- Die höchste bekannte Elsbeere der Welt mit 35 Metern Höhe steht in Groß Lengden.
- das Naturschutzgebiet Stadtwald Göttingen und Kerstlingeröder Feld
- Ruine der mittelalterlichen Höhenburg Niedeck auf dem Kronenberg, erbaut wohl um oder kurz vor 1200, zerstört, seit dem Dreißigjährigen Krieg verlassen und verfallen[8]
- früh- bis hochmittelalterliche Wallanlage Hünsche Burg 500 Meter südlich der Burg Niedeck[7]